# São Brás e São Lourenço
São Brás e São Lourenço is een plaats (freguesia) in de Portugese gemeente Elvas en telt 1946 inwoners (2001).